# Brasserie Kops
 (avril 2020).
Pour les articles homonymes, voir Kops.
La brasserie Kops (en anglais Kops Brewery), fondée par Henry Lowenfeld en 1890, est une brasserie historique située dans le quartier de Fulham à Londres. Elle a été le premier brasseur de bière sans alcool au Royaume-Uni.  
En décembre 2014, le bâtiment rénové a reçu une plaque bleue du Hammersmith & Fulham Historic Buildings Group, avec l'inscription : Kops a brassé des bières et des stouts non alcoolisées sur un site de huit acres et a exporté ses produits dans tout l'Empire britannique. 
Le bâtiment a été utilisé après la Seconde Guerre mondiale par la société d'emballage alimentaire Convoys. 